# Help!... It's the Hair Bear Bunch!
Help!... It's the Hair Bear Bunch! é um desenho animado produzido pela Hanna-Barbera em 1971. A série teve ao todo 16 episódios.